# Sebastián Lerdo de Tejada, Durango
Sebastián Lerdo de Tejada är en ort i Mexiko.   Den ligger i kommunen Durango och delstaten Durango, i den centrala delen av landet, 800 km nordväst om huvudstaden Mexico City. Sebastián Lerdo de Tejada ligger 1 884 meter över havet och antalet invånare är 1 712.
Terrängen runt Sebastián Lerdo de Tejada är platt åt nordost, men åt sydväst är den kuperad. Runt Sebastián Lerdo de Tejada är det ganska tätbefolkat, med 60 invånare per kvadratkilometer. Närmaste större samhälle är Victoria de Durango, 7,6 km norr om Sebastián Lerdo de Tejada. Trakten runt Sebastián Lerdo de Tejada består till största delen av jordbruksmark.